# Malong
Malong (马龙区; Pinyin: Mǎlóng Qū) ist ein Stadtbezirk im Osten der chinesischen Provinz Yunnan. Er gehört zum Verwaltungsgebiet der bezirksfreien Stadt Qujing und liegt im Westen von Qujing. Malong verwaltet eine Fläche von 1.592 Quadratkilometern und hat 193.137 Einwohner (Stand: Zensus 2020). Per Ende 2017 zählte Malong etwa 210.000 Einwohner.
Das städtische Zentrum von Malong befindet sich in 90 Kilometern Entfernung von der Provinzhauptstadt Kunming. Die Jahresdurchschnittstemperatur liegt bei 13,6 °C.
Die Volkszählung des Jahres 2000 hatte eine Gesamtbevölkerung von 185.766 Personen in 50.328 Haushalten ergeben, davon 96.343 Männer und 89.423 Frauen.

## Administrative Gliederung
Auf Gemeindeebene setzte sich der Stadtbezirk per Ende 2018 aus fünf Straßenvierteln, zwei Großgemeinden und drei Gemeinden zusammen. Diese sind: 
- Straßenviertel Tongquan (通泉街道), Jitoucun (鸡头村街道),
- Großgemeinden Maguohe (马过河镇), Nazhang (纳章镇), Wangjiazhuang (王家庄街道), Zhang’antun (张安屯街道), Jiuxian (旧县街道)
- Gemeinden Maming (马鸣乡), Dazhuang (大庄乡), Yuewang (月望乡)[4]

Der Sitz der Regierung von Malong befindet sich im Straßenviertel Tongquan.